# Hennediella angustifolia
Hennediella angustifolia là một loài rêu trong họ Pottiaceae. Loài này được (Herzog) R.H. Zander mô tả khoa học đầu tiên năm 1993.